# Heritage Orchestra
Das Heritage Orchestra, kurz auch Her-O, ist ein britisches Orchester, das für seine Kombination klassischer Musik mit modernen Musikstilen bekannt ist.

## Stil
Das Orchester versteht sich als Gegenbild zur klassischen Orchestertradition und führt meist keine traditionellen Stücke klassischer Musik auf, sondern eigene Kompositionen oder Kompositionen von Musikern diverser Stilrichtungen wie Folk, Rock, Electro, Hip-Hop und Jazz.

## Geschichte
Das Orchester wurde 2004 von dem Produzenten und Manager Christopher Wheeler und dem Komponisten und Dirigenten Jules Buckley gegründet. Buckley ist bis heute der musikalische Leiter. Seitdem tritt das Heritage Orchestra regelmäßig auf Festivals und an bedeutenden Veranstaltungsorten wie der Barbican Hall und der Royal Albert Hall auf. Zurzeit ist es im De La Warr Pavilion in Bexhill-on-Sea beheimatet.

### Bedeutende Auftritte

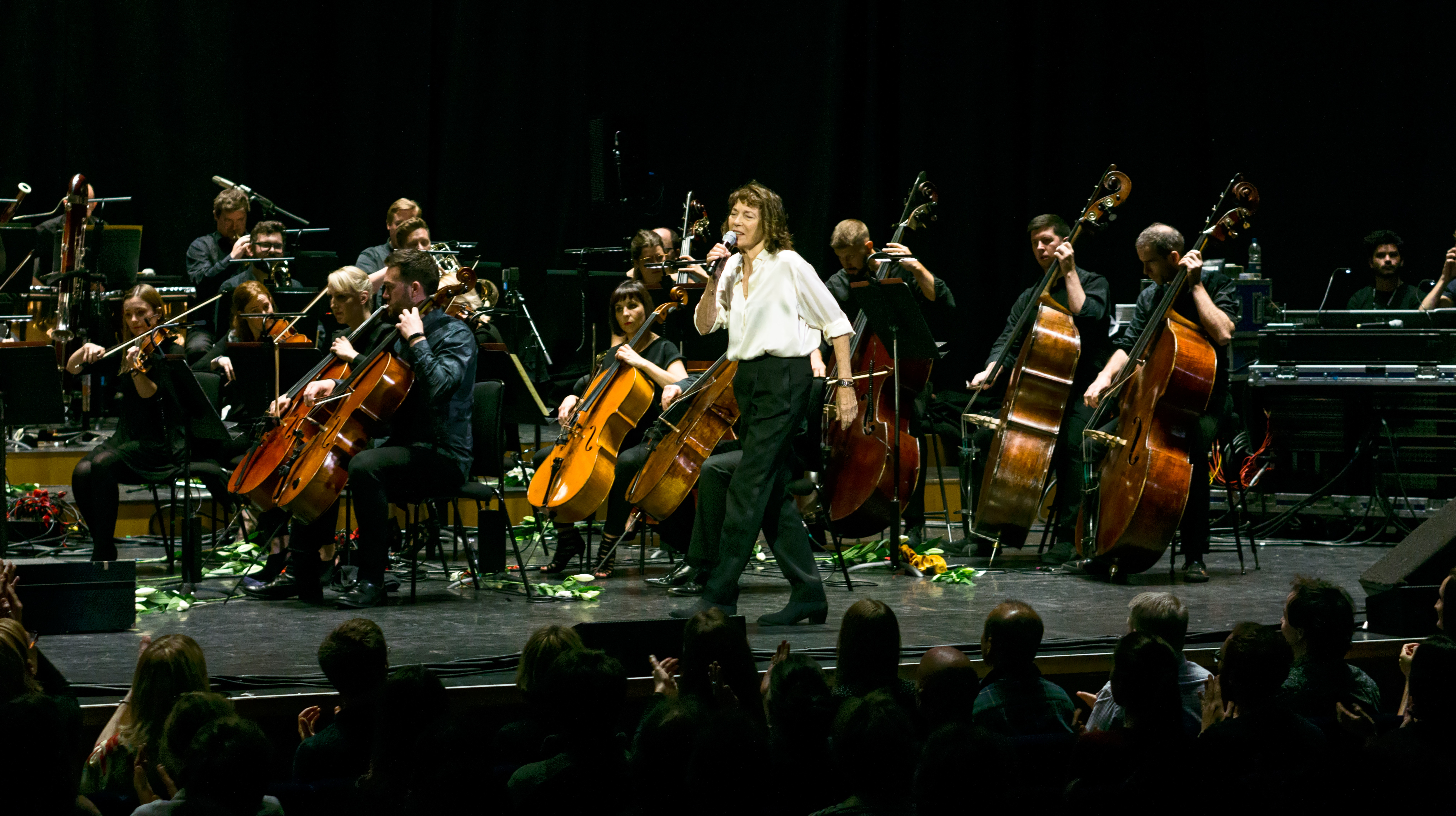
Jane Birkin und das Heritage Orchestra im Barbican Centre, (2017)

Einer der ersten Auftritte war eine Koproduktion mit Brian Eno und dem Royal College of Art. 2008 führten sie gemeinsam mit der Band Massive Attack die Musik des Films Blade Runner auf dem Meltdown Festival in der Royal Festival Hall in London auf. In den folgenden Jahren arbeitete das Heritage Orchestra mit verschiedenen Musikern zusammen, darunter Dizzee Rascal, The Streets, Amon Tobin, Mike Patton, John Cale und Antony and the Johnsons, Goldie, Ben Folds und Björk. 2010 trat das Orchester mit Jamie Cullum auf den BBC Proms in der Royal Albert Hall in London auf. 2011 unternahm es eine Tournee mit dem Musiker und Comedian Tim Minchin, während derer ein Live-Album aufgenommen wurde. Bei den BBC Proms 2016 trat das Heritage Orchestra gemeinsam mit dem DJ Pete Tong auf. Das aus dieser Kollaboration entstandene Album Classic House erreichte den ersten Platz der britischen Charts. Mit Jane Birkin führte das Heritage Orchestra 2017 das Programm Gainsbourg Symphonic auf, eine Hommage an Birkins früheren Lebensgefährten Serge Gainsbourg.

## Veröffentlichungen
- 2006: The Heritage Orchestra (Brownswood Recordings, EAN 5033197426327)

### Kollaborationen (Auswahl)
CD
- 2006 – mit Arctic Monkeys: Leave Before the Lights… (Domino)
- 2007 – mit Ben Westbeech: Welcome the Best Years of Your Life (V2 Records/Universal)
- 2009 – mit Razorlight: Slipway Fires  (Mercury/Universal)
- 2009 – mit DJ Yoda: Gabriel Prokofiev – Concerto For Turntables and Orchestra (Nonclassical)
- 2011 – mit Tim Minchin: Tim Minchin and the Heritage Orchestra (Laughing Stock)
- 2016 – mit Björk: Vulnicura (Live)
- 2016 – mit Pete Tong: Classic House (Universal Music Austria)
- 2017 – mit Pete Tong: Ibiza Classics
- 2019 – mit Pete Tong: Chilled Classics

Videoalben
- 2011 – mit Tim Minchin: Tim Minchin and the Heritage Orchestra – Live at the Royal Albert Hall (Universal Pictures UK)

## Auszeichnungen
2009 erhielt das Heritage Orchestra den Independent Music Award für seine Produktion mit dem Hip-Hop-Musiker DJ Yoda.